# Cyperus familiaris
Cyperus familiaris är en halvgräsart som beskrevs av Ernst Gottlieb von Steudel. Cyperus familiaris ingår i släktet papyrusar, och familjen halvgräs.
Artens utbredningsområde är Kuba. Inga underarter finns listade i Catalogue of Life.